# Magins skepp
Magins skepp (Ship of Magic) är en fantasyroman från 1998 skriven av Robin Hobb. Boken ingår i trilogin Handelsmännen och de magiska skeppen (The Liveship Traders Trilogy) och efterföljs av Sorgeskeppet (The Mad Ship) 
och Ödets skepp (Ship of Destiny).